# Zingiber matangense
Zingiber matangense là một loài thực vật có hoa trong họ Gừng. Loài này được C. A. Noor Ain, Cheksum Supiah Tawan và Meekiong Kalu miêu tả khoa học đầu tiên năm 2015.

## Mẫu định danh
Mẫu định danh: Noor Ain C. A., Angela George, M. Mas Izzaty M. & K. Meekiong ACA076; thu thập ngày 26 tháng 5 năm 2013 ở tọa độ 1°36′45″B 110°11′49″Đ / 1,6125°B 110,19694°Đ, Khu bảo tồn động vật hoang dã Matang, Vườn quốc gia Kubah, Matang, tỉnh Kuching, bang Sarawak, Malaysia. Mẫu holotype lưu giữ tại Cục Lâm nghiệp bang Sarawak, Kuching (SAR), mẫu paratype AC077 lưu giữ tại phòng mẫu cây Đại học Malaysia Sarawak (HUMS).

## Từ nguyên
Tính từ định danh matangense lấy theo địa phương nơi thu mẫu định danh là Matang.

## Phân bố
Loài bản địa đảo Borneo, được tìm thấy ở tỉnh Kuching, bang Sarawak, Malaysia. Loài cây thảo sống lâu năm này được ghi nhận là cao từ 85 đến 120 cm. Nó được tìm thấy trên các loại đất với lớp mùn dày hoặc trên đất than bùn. Đôi khi nó cũng được nhìn thấy trên đá hoặc rễ bạnh của cây gỗ, nhưng luôn luôn ở trong các rừng thạch nam Borneo (kerangas).

## Mô tả
Cây thảo sống lâu năm cao 87,4-116,6 cm. Thân rễ hình ống, màu đỏ và ánh trắng về phía đáy với rễ bất định. Bẹ lá xanh lục, nhẵn nhụi, nhỏ hơn, mép nguyên, không tiết dịch hay nhựa mủ, có mùi thơm. Phiến lá hình mác rất hẹp, 4,2–30,3 × 0,7-2,7 cm, phần đầu nhọn thon dài ~2,5 cm, mép nguyên, đáy hình nêm. Lá uốn nếp, 6-16 cặp, phiến lá màu xanh lục sẫm ở mặt trên và màu xanh lục xỉn ở mặt dưới, nhẵn nhụi cả hai mặt, các gân song song sẫm màu hơn. Cuống lá từ không tới có cuống dài 2 mm, dạng gối, màu xanh lục, nhẵn nhụi. Lưỡi bẹ dài 6 mm, chẻ 2 thùy sâu, mỏng hơn, trong mờ, màu xanh lục nhạt, nhẵn nhụi. Cuống cụm hoa mọc từ thân rễ, 27,7 × 0,7 cm, 3-5 bẹ, phủ phục trên mặt đất, màu đỏ hồng, có lông tơ. Cành hoa bông thóc thuôn dài, 8,9 × 3,4 cm, màu hồng nổi bật với lá bắc cong xuống, có lông tơ. Lá bắc thuôn dài, 3,9 × 3,7 cm, đỉnh cong xuống, mép gợn sóng, màu hồng nổi bật, mặt ngoài hơi có lông tơ và mặt trong nhẵn nhụi, chuyển thành màu ánh trắng về phía đáy, đỉnh nhọn, dày hơn và về phía đáy mỏng dần. Lá bắc hoa 23-24 × 6-7 mm, trong mờ, màu hồng nhạt và trở thành màu ánh trắng về phía đáy, thuôn dài, đỉnh nhọn, hai mặt nhẵn nhụi. Đài hoa 1,7-2,1 × 0,9-1,2 cm, màu ánh trắng trong mờ, đỉnh màu hồng nhạt, đỉnh nhọn, nhẵn nhụi cả hai mặt, hình mác. Ống tràng hoa 30-34 × 2-3 mm, màu kem, nhẵn nhụi. Thùy tràng lưng 27-28 × 9-17 mm, màu kem trong mờ, đỉnh nhọn đột ngột, nhẵn nhụi cả hai mặt, hình mác, mỏng hơn; các thùy tràng bên 19-25 × 4-6 mm, trong mờ, màu kem, mỏng hơn, nhẵn nhụi cả hai mặt, hình mác, đỉnh nhọn đột ngột. Cánh môi dài 1,7-1,8 cm, mép nhăn, màu kem và màu vàng ở mép, thuôn dài, nhẵn nhụi, mỏng hơn; thùy giữa 11-14 × 6-7 mm, đỉnh thuôn tròn; thùy bên hình trứng, 7-12 × 5-6 mm, mép hơi nhăn, trong mờ, màu kem và màu vàng ở mép, nhẵn nhụi. Bao phấn 12 mm, màu kem, nhẵn nhụi, hình tam giác, bao quanh vòi nhụy; chỉ nhị 4 mm, phần phụ 14 mm, đỉnh màu vàng. Đầu nhụy hình chén, có lông, nằm hơi cao hơn mào bao phấn. Bầu nhụy 2 × 3 mm, có lông lụa, màu kem.
Khác với các loài Zingber khác đã biết ở Borneo là có phiến lá rất hẹp. Cụm hoa giống như của Z. incomptum, nhưng khác ở chỗ cụm hoa thuôn dài hơn và hoa màu trắng (so với hoa màu vàng da cam nhạt).